# Челяпов, Виктор Павлович
Виктор Павлович Челяпов (25 января 1952 — 17 ноября 2008) — российский археолог, кандидат исторических наук, известный специалист по археологическим и культурным памятникам Рязанской области.
Почётный краевед Ряжского района. Член Общества исследователей истории Ряжского края имени В. И. Гаретовского.
Член редакционного совета многотомной «Рязанской энциклопедии», а также автор статей и член редколлегии «Ряжской энциклопедии». Автор более 500 научных работ.

## Биография
Родился 25 января 1952 года в рабочем посёлке Пронск Рязанской области.
В 1974 году окончил исторический факультет Воронежского ордена Ленина государственного университета им. Ленинского комсомола.
С 1975 по 1990 работал в должности заведующего отделом дореволюционной истории Рязанского историко-архитектурного музея-заповедника (РИАМЗ). С 1985 также являлся бригадиром Бригады по составлению Свода памятников археологии Рязанской области. В результате проведённых работ было выявлено и обследовано более 2300 памятника археологии, из них более 500 лично изучено В. П. Челяповым.
В 1990—1991 работал начальником производственной группы по охране памятников истории и культуры, а с 1991 по 1998 директором, зам. директора по научной работе Научно-производственного центра по охране и использованию памятников истории и культуры Рязанской области.
С 1998 года работал начальником отдела археологии ГУК «Центр сохранения объектов историко-культурного наследия» (Рязань), уделяя большое внимание археологическим исследованиям на территории Рязанской области.
Вместе с краеведами Константином Тихоновым и Олегом Мокроусовым стал идейным вдохновителем организации в 1999 году археологического детско-юношеского лагеря «Ранова» в Ряжском районе, которым затем и руководил.
В. П. Челяпов активно занимался общественной деятельностью. Он входил в Совет Клуба археологов и краеведов им. В. А. Городцова, являлся членом правления Рязанского исторического общества, членом Рязанского областного клуба краеведов, Товарищества «Рязанская энциклопедия». В 2000—2001 работал помощником на общественных началах депутата Рязанской областной Думы.
Умер 17 ноября 2008 года после непродолжительной болезни.

## Награды и премии
Награждён Почётной грамотой Губернатора Рязанской области (2003) и Рязанского городского Совета (2007).

## Некоторые публикации

### Ежегодник «Археологические открытия»
- Фоломеев Б. А., Сорокин А. П., Стогов В. Е., Трусов А. В., Фролов А. С., Челяпов В. П., Чернай И. Л. Разведки в бассейне Средней Оки // Археологические открытия 1976 года. — М.: Наука, 1977. — 608 с. — С. 76.
- Фоломеев Б. А., Стогов В. Е., Трусов А. В., Челяпов В. П., Чернай И. Л. Работы в бассейне средней Оки // Археологические открытия 1977 года. — М.: Наука, 1978. — 600 с. — С. 91.
- Фоломеев Б. А., Гласко М. П., Свирина А. В., Трусов А. В., Челяпов В. П., Чернай И. Л. Работы в бассейне средней Оки // Археологические открытия 1978 года. — М.: Наука, 1979. — 624 с.. — С. 101.
- Челяпов В.П. Толпинское городище и его округа // Рязанский богословский вестник №1(9). 2014. С.103-120.